# Neolític a Àfrica
El Neolític a l'Àfrica es detecta cap al final del darrer període glacial, quan algunes societats de caçadors recol·lectors començaren a transformar-se progressivament en productores. Sol anar acompanyat de terrisseria, però no sempre és així.
El Neolític africà ha estat estudiat tradicionalment com un fenomen depenent de la neolitització del Pròxim Orient, per la precocitat d'aquest darrer i la proximitat geogràfica de certes zones africanes, com el Baix Egipte. En els darrers anys la recerca prehistòrica a Àfrica sembla haver-se deslliurat d'aquesta orientació difusionista en quedar en evidència l'originalitat del focus neolític saharià, sorgit de substrats culturals autòctons i que seguí els seus propis i complexos mecanismes de transformació. Encara que degué rebre espècies animals domèstiques asiàtiques, el neolític africà té una notable personalitat pròpia que es reflectí posteriorment en el desenvolupament de l'Egipte faraònic, la idiosincràsia del qual diferencia clarament aquesta civilització de les seues veïnes contemporànies. L'absència, però, de bones seqüències arqueològiques limita, de moment, el desenvolupament d'una adequada recerca.

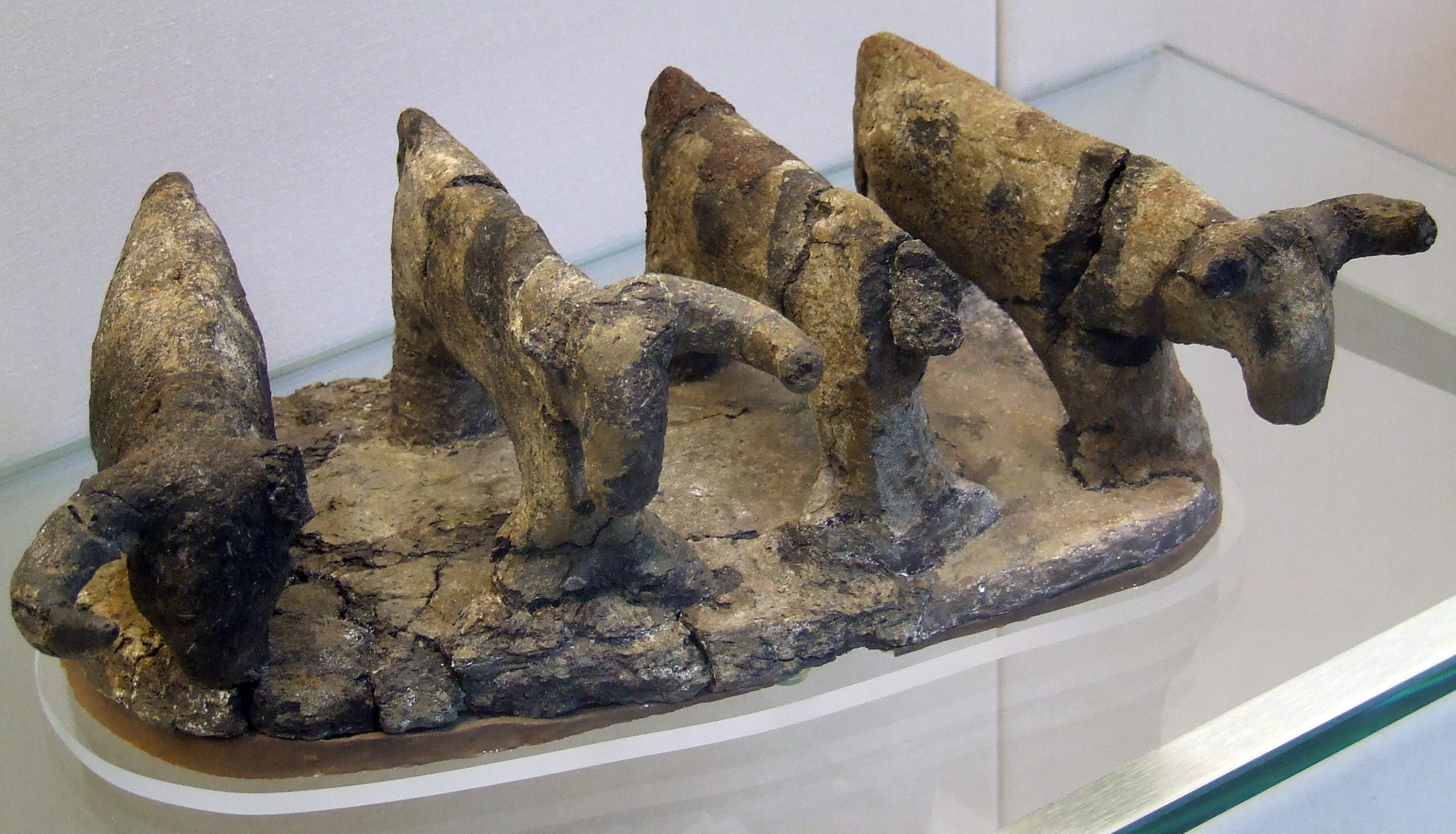
Figuretes d'argila que representen quatre bòvids. El-Amra, Egipte (3500 ae)

## Cronologia i periodització

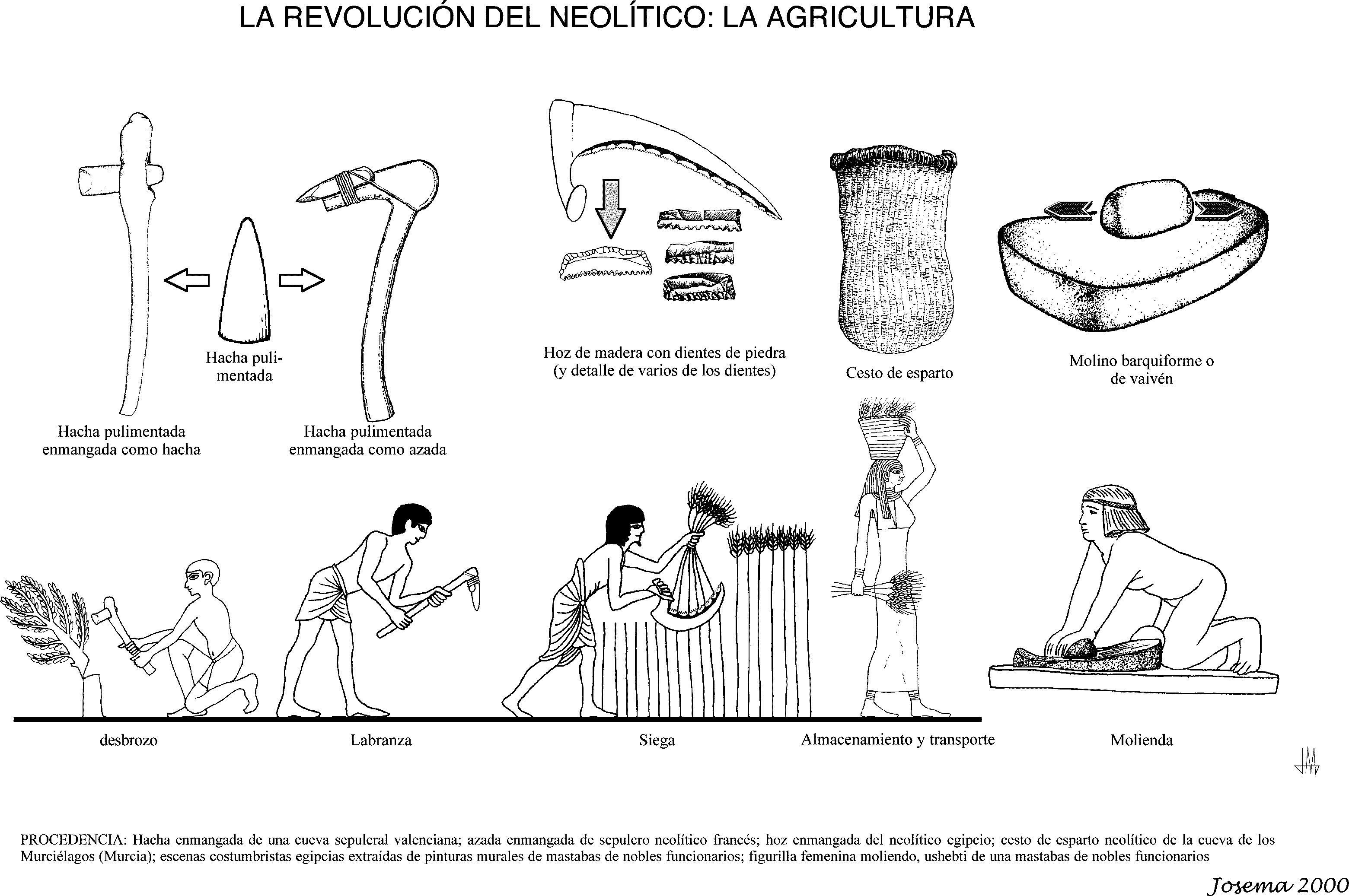
Esquema de les activitats agrícoles del Neolític relacionades amb les seues eines. S'han triat tant dibuixos d'eines reals (troballes arqueològiques) com activitats representades, en aquest cas en pintures egípcies

Les cronologies solen variar si s'analitza una o altra àrea del continent africà, tot i que en general el procés de neolitització sembla iniciar-se a l'entorn del 7000 ae, si bé alguns autors rebaixen la data fins al 5000 ae a la zona nord-occidental d'Àfrica. De tota manera, per al Neolític africà es disposa de molt poques dates, per la qual cosa qualsevol cronologia n'és discutible.
Pel que fa a una periodització interna, bona mostra de la importància que en la neolitització d'Àfrica tingué el pasturatge és el fet que sol dividir-se en Neolític prepastoral i Neolític pastoral.
En àrees com Egipte el desenvolupament d'espècies cultivades i la domesticació d'animals fou secundària en els primers moments, i bona part del procés de neolitització, a causa d'influències saharianes i asiàtiques. També sembla que l'accés a l'agricultura a Etiòpia fou el resultat d'influències externes, tot i que s'hi conreaven plantes locals exclusives de la zona.

## Procés de neolitització

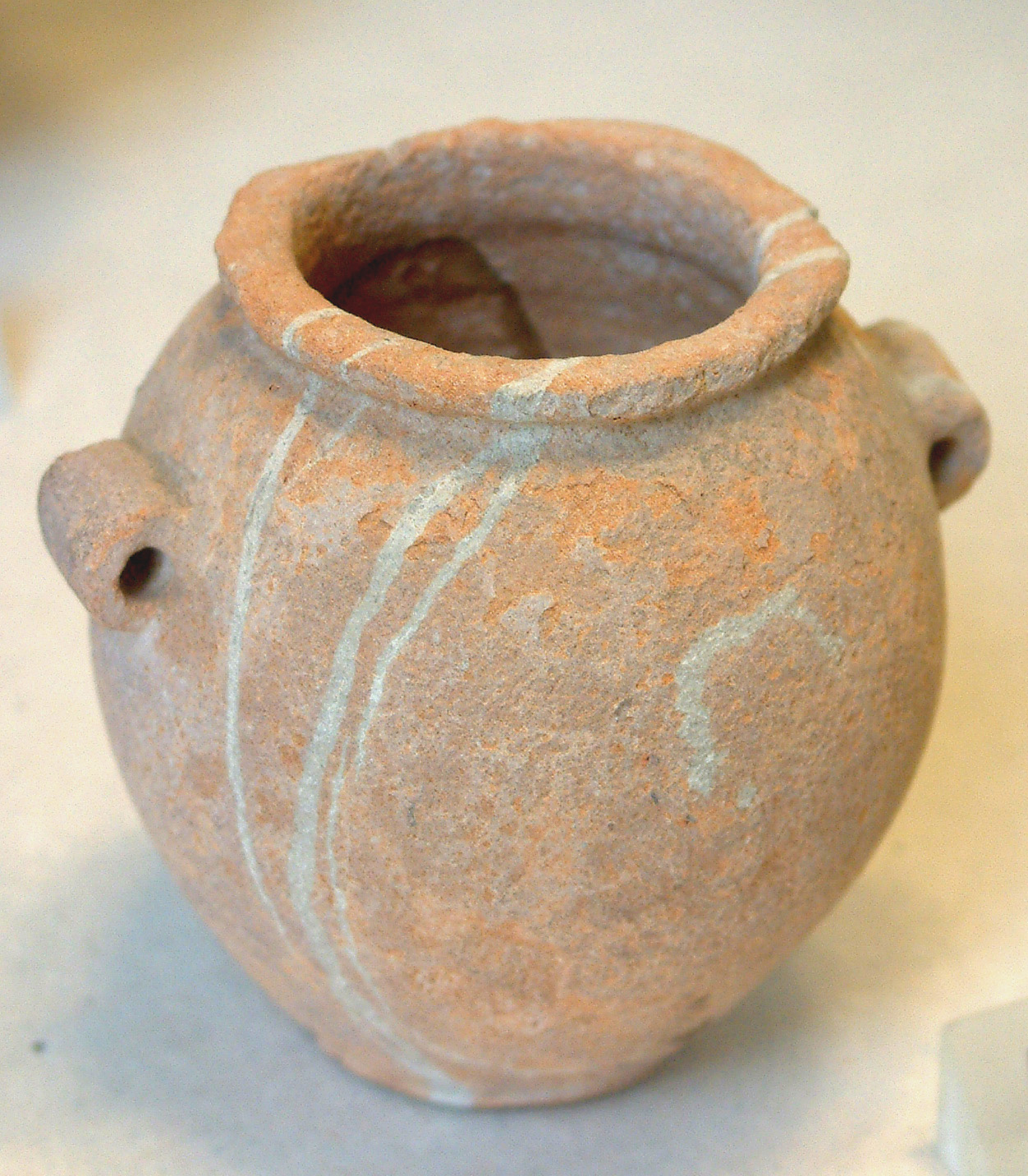
Ceràmica egípcia

En aquest procés influïren molts factors, tot i que, bàsicament, els prehistoriadors n'han considerat dos:
- La tradicional línia difusionista, que establia com a motor dels canvis l'arribada de gent forana a terres africanes o uns possibles contactes amb el Pròxim Orient asiàtic (sobretot de la zona de la vall del Nil i el Sudan), aprofitant els notables circuits de trashumància estesos per tot el Llevant mediterrani.
- La més nova línia autoctonista, segons la qual els grups mesolítics africans de l'interior del Sàhara i el Magrib evolucionaren internament cap a processos neolítics. En els darrers decennis els investigadors s'han trobat en aquestes zones d'Àfrica amb dades que mostren una evolució única i diferenciada en l'adopció de formes de vida neolítiques: mentre al Pròxim Orient es detecta primer la sedentarització dels caçadors-recol·lectors natufians com a pas previ a l'adopció de l'agricultura (donant lloc al que s'ha definit com a Neolític preceràmic), ací hi hagué cultures mesolítiques amb ceràmica que després adoptaren la ramaderia com a mitjà de vida, però sense arribar a sedentaritzar-se del tot; així, al continent africà la ramaderia seria anterior a l'agricultura, la qual, si exceptuem la vall del Nil i el Magrib, sempre hi tingué un paper secundari.[2]

També es considera important per la seua influència global en el procés el clima africà, que sense dubte condicionà l'aparició de l'agricultura; d'aquesta manera, al nord del continent, prop de la costa, hi havia un clima mediterrani apte per al cultiu de cereals ja explotats al Pròxim Orient (com el blat i l'ordi). Per contra, a la zona sahariana i centreafricana el clima era (i és) de tipus monsònic, al qual caldria sumar el canvi climàtic registrat a principis de l'holocé, amb un important augment de l'aridesa (ca. 9000-5000 ae).

## Característiques generals

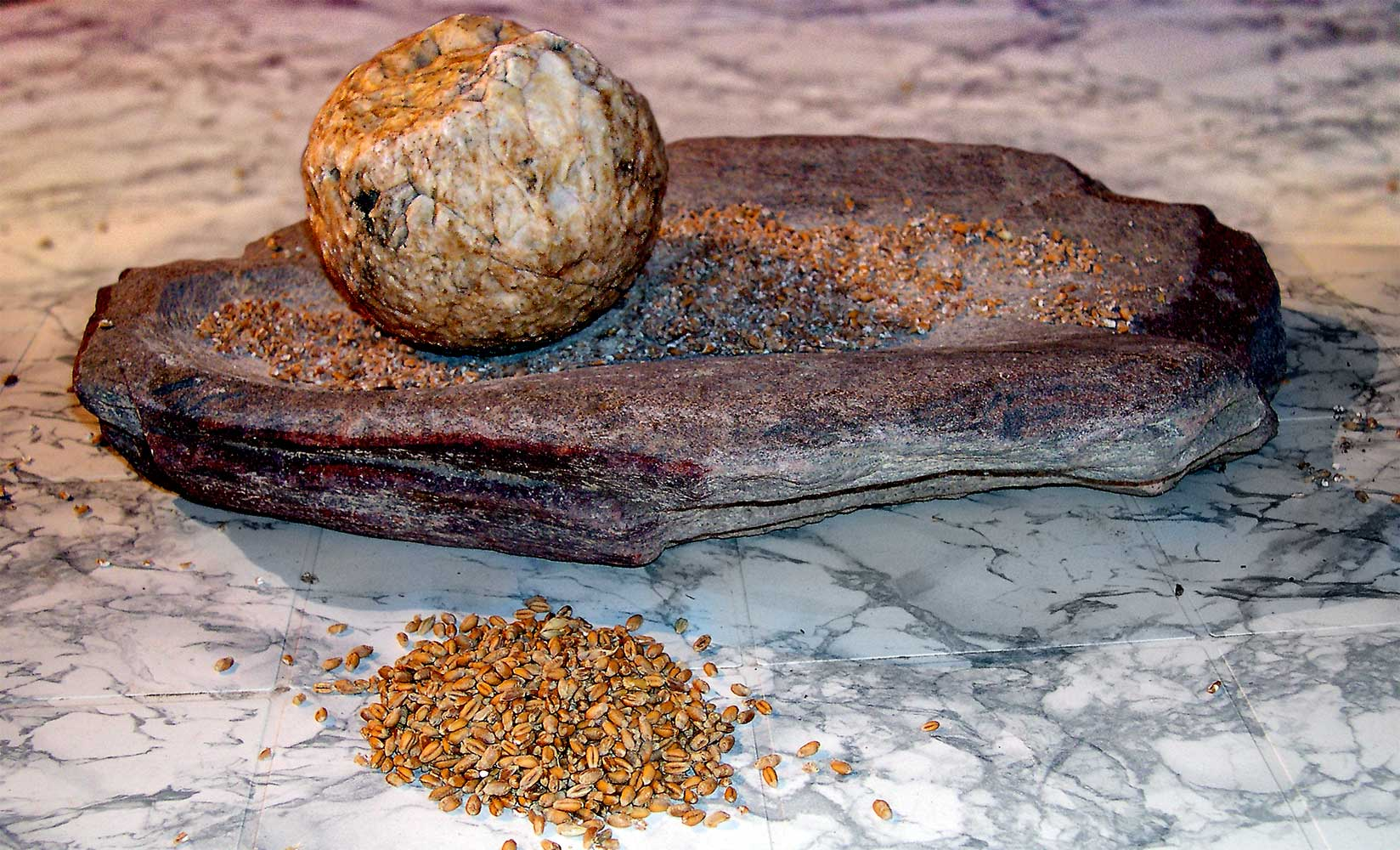
Molí neolític de pedra polida

Dins de l'enorme diversitat d'àrees culturals que presenta el continent africà en temps neolítics, se'n poden esbossar unes característiques generals que servisquen de marc de referència general. Aquesta varietat es degué a l'adaptació dels grups a condicions climàtiques i ambientals molt diverses, així com a la diversitat del substrat mesolític autòcton que es trobava en l'origen de tot el procés.
A grans trets:
- El Neolític africà descansa molt més en la ramaderia que en l'agricultura, almenys en els primers temps. Aquesta base econòmica pastoril implica una alta mobilitat dels grups, i n'afavoreix els contactes i l'expansió. Com a contrapunt hi ha una absència de seqüències d'habitació o ocupació llargues i estables. Els primers indicis d'aprofitament de cereals apareixen al Sàhara i la vall del Nil, al voltant del 7000-6000 ae. No hi ha prou proves, però, per determinar exactament el paper en la dieta global d'aquests primers grups neolítics.
- La caça i la pesca deurien continuar practicant-s'hi, ja que eren importants fonts de proteïnes. Tenint en compte les proves arqueològiques, la pesca sembla haver tingut especial importància entre els últims grups mesolítics i els primers neolítics.
- Quant a la ceràmica, es fabricava des del Mesolític al Sàhara i l'altiplà de Kenya, i presenta formes globulars senzilles, de boca ampla, tècnica brunyida o decoració incisa. A la costa mediterrània hi havia ceràmica impresa cardial semblant a la del Pròxim Orient.
- La indústria lítica n'és especialment notable en abundància i qualitat. Hi ha una rica indústria de sílex, amb puntes de retoc pla bifacial al costat d'útils de pedra polida. Es difonen pels circuits de pasturatge, i al nord cal afegir la nombrosa indústria microlítica ja existent des del Mesolític.

## Geocultura

### Sàhara

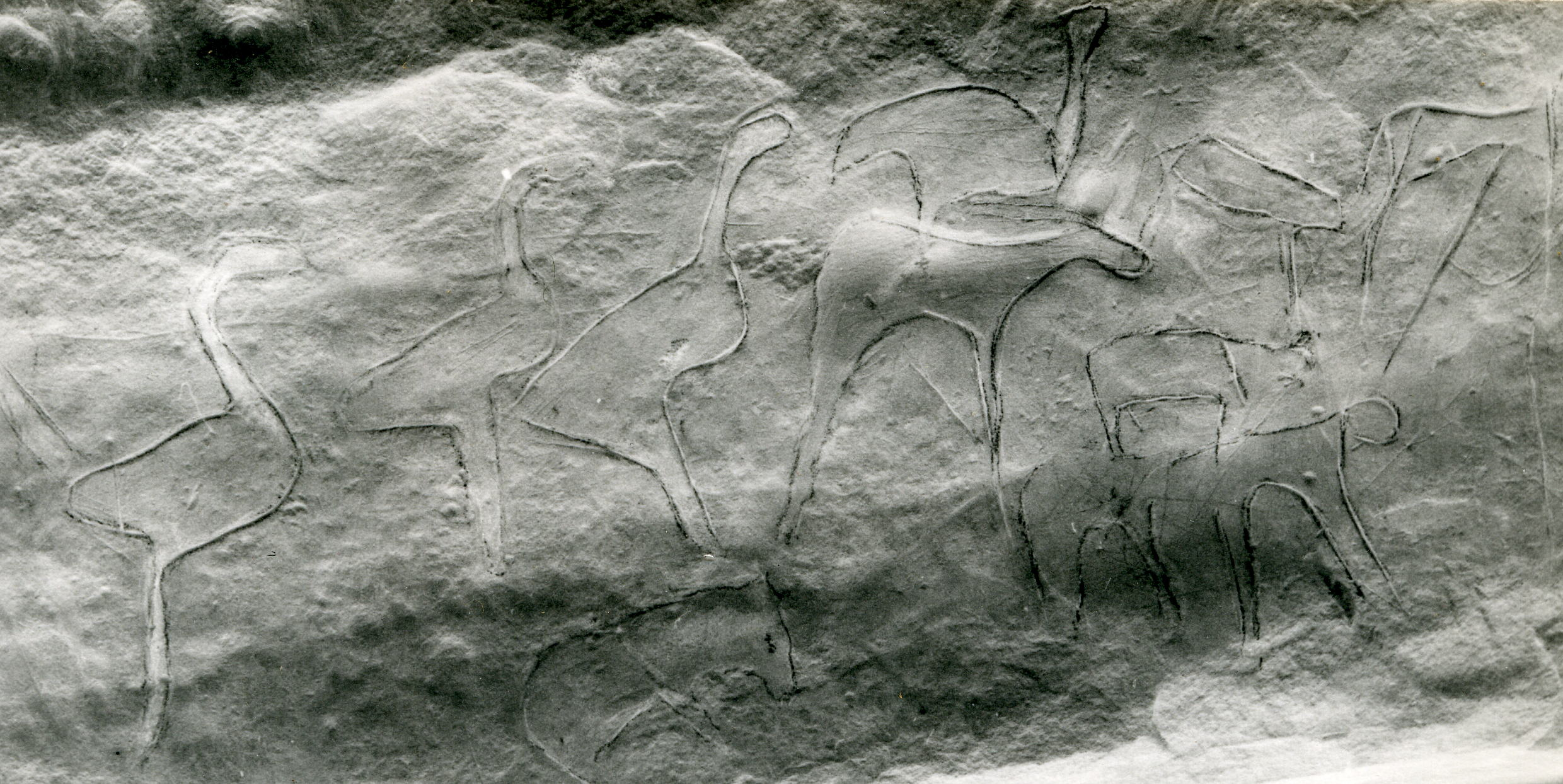
Gravats neolítics del nord d'Àfrica

Cap al 8000 ae el que actualment és el desert del Sàhara era una inmensa sabana dominada per les gramínies, amb moltes zones pantanoses i llacs, i una variada fauna. Els grups mesolítics africans la recorrien caçant i replegant massivament els vegetals comestibles, com ho demostren les moles de gra de fins a 300 k trobades. Cap al 6000 ae s'hi produí un important descens de les pluges i la subsegüent deterioració mediambiental que expulsà els incipients grups ramaders cap a la perifèria del Sàhara: cap al Magrib, Sahel i l'àrea de Khartum (Sudan actual). És a la zona de Khartum d'on s'expandí a partir del 5200 ae la cultura khartumiana, considerada actualment plenament neolítica: amb les evidències de ramaderia, hi ha un incipient conreu selectiu del blat, i recipients fets de ceràmica i pedra amb decoracions incises. Els signes culturals són els mateixos que després aparegueren riu avall: la circumcisió, deformacions cranials rituals, momificació per dessecació en l'arena, l'ovella i la vaca sagrades, a més del disc solar.
Als massissos del Sàhara sud-central, encara habitables llavors, es desenvolupà la cultura denominada tenereana, per estar les seues manifestacions relacionades amb la zona del Teneré, al nord de Níger. Se li atribueixen cronologies entre ca. 3850 i 2450 ae, i presenta molts estris en pedra foguera i en jaspi, i en destaquen les puntes de sageta amb retoc bifacial. També s'hi troba pedra polida, ceràmica i un riquíssim art rupestre.

### Egipte
La vall del Nil i els seus oasis occidentals veieren nàixer les que s'identificarien com a primeres cultures plenament neolítiques a Àfrica, als jaciments del Faium, Siwa, Jarga i Merimda. Segons alguns autors, les dates més antigues se situen sobre el 6400 ae, tot i que altres daten els orígens de Merimda cap al 5500 ae i del Faium A sobre el 5200 ae. En alguns d'aquests jaciments són evidents les influències dels grups veïns del Pròxim Orient asiàtic (Merimda) o del Sàhara (oasi de Siwa i Jarga). Segons les proves arqueològiques, es pot afirmar l'existència d'una economia fonamentada en la domesticació de grans bòvids, combinada amb l'agricultura del blat i l'ordi, així com la caça i recol·lecció com a complement. Aquests grups s'expandiren en paral·lel a la cultura Khartum-Shaheinab, les influències saharianes de la qual es combinaren amb tradicions mesolítiques locals.
Durant el V mil·lenni ae s'hi ha identificat el tasià, primer esbós del que seria després el període predinàstic d'Egipte i el jaciment del qual epònim és Deir Tasa, a l'Alt Egipte. La seua evolució cultural donaria forma al badarià, la diferència principal del qual radica que coneixien el coure, tot i que no el fonien sinó que el manipulaven amb martell. D'aquesta mateixa època daten les riques necròpolis que s'estenen al llarg d'uns 30 km per la riba oriental del Nil, al sud del Badari, en l'àmbit geogràfic on sorgirien després els grups de Naqada.

### Magrib
Els grups mesolítics capsians, identificats a la zona central de Tunísia (a l'àrea de Gafsa, antiga Capsa) i a l'algeriana de Tebessa, evolucionaren cap a maneres de producció neolítiques molt relacionades amb els saharians i khartumians, fins al punt que alguns autors els engloben tots en el denominat Creixent fèrtil africà, que inclouria també la franja palestina, amb el natufià. La seua cronologia se situa entre el VI i el III mil·lenni ae. La seua denominació com capsià ha estat objecte de discussió, tot i que hui dia segueix utilitzant-se, ja que s'hi observa una clara continuïtat en la indústria microlítica. No n'hi ha proves d'agricultura, però sí d'un actiu pasturatge. S'han trobat gravats rupestres relacionats amb aquests grups, així com plaquetes gravades i ous d'estruç decorats.

### Àfrica oriental
Tot i que la informació de què es disposa per a aquesta àrea és molt escassa, no sembla que l'agricultura i la ramaderia s'hi estengueren abans del 4000 ae. Sembla que la introducció de l'agricultura hi fou fins i tot posterior, per la qual cosa a la zona oriental del continent africà ens trobem ramaders influïts, d'acord amb les cronologies conegudes, per les més neolititzades comunitats veïnes. En aquesta zona dos dels cultius principals foren de plantes autòctones: el cafè i el tef.

### Àfrica occidental
A l'occident, les primeres proves de formes de vida neolítiques hi són encara posteriors, perquè, tot i que s'hagen trobat peces de pedra polida i ceràmica d'entre el 5000 i el 4000 ae, les primeres dades constatades de pasturatge són del 2500 ae, i les d'agricultura al voltant del 1200 ae. La primera cultura plenament neolítica sorgí a la zona de Ghana i Costa d'Ivori sobre el 1650 ae, amb llogarets, terrissa i útils de pedra polida.
Dos cultius importants d'aquesta zona intertropical foren l'arròs africà i la Dioscorea.